# 藤原丈一郎
藤原丈一郎（日语：／ Fujiwara Joichiro，1996年2月8日—），日本男藝人，經紀公司為星達拓事務所，是旗下組合浪花男子成員之一，擔任副隊長。
2004年2月21日，進入杰尼斯事务所。2018年10月4日，加入Jr.组合浪花男子。2019年2月19日起，担任杰尼斯首个虚拟偶像海堂飞鸟的配音。2020年，主演校园剧《型男高中》。2021年11月12日，随组合发行单曲《初心LOVE》，从而以歌手身份正式出道。

## 簡歷
藤原丈一郎的家庭成員有爸爸、媽媽、姐姐。
父親是原拳擊世界冠軍辰吉丈一郎的粉絲，所以取名為“丈一郎” 。
藤原丈一郎小學先後就讀於池田市立神田小學校、池田市立北豐島小學校，初中就讀於池田市立北豐島中學校，高中就讀於大阪學院大學高校，大學就讀於追手門學院大學經營學部的經營學科。

## 作品列表

### 電視劇
- 武士轉學生（2009年3月28日，關西電視台）：飾演 三船優太（幼少期）
- 無人知曉J學園「更衣室」（2010年5月26日，關西電視台）：飾演 哲
- 年下男友 第17話「無訊號的夜晚」（2020年6月7日，朝日放送）：飾演 滿（關西小傑尼斯主演）
- 型男高中（2020年10月7日 - 12月23日，東京電視台）：飾演 源田新（浪花男子主演）
- 愛上給我橡皮擦的那女孩（2022年7月26日 - 9月27日，日本電視台）：飾演 板倉和希
- Pending Train－8時23分，明天和你在一起（2023年4月21日 - 6月23日，TBS）：飾演 米澤大地
- 我的第二青春 最終話（2023年12月19日，TBS）
- 愛心守護24小時（2024年1月13日 - 3月9日，朝日電視台）：飾演 原湊
- 我有點心機的前女友 from 有點心機又如何？（2025年1月24日 - 3月7日，朝日電視台）：飾演 坂下拓未（與加藤史帆、谷瑪麗亞三人主演）
- Laundering（2025年7月4日 - ，關西電視台・富士電視台）：飾演 緋山鋭介（主演）

### 電影
- 關西傑尼斯Jr.之目標♪夢想的舞台！（2016年4月16日，松竹）：飾演 谷澤富雄
- 關西傑尼斯Jr.之搞笑明星誕生（2017年8月26日，松竹）：飾演 稻毛潤
- 返樸（2023年10月6日，Asmik Ace / 東寶）：飾演 島田紘也

### 動畫電影
- 劇場版 忍者亂太郎 毒竹忍者隊最強之軍師（2024年12月20日，松竹）：飾演 若王寺勘兵衛

## 相關網站
- Johnny's net > 浪花男子 > Profile （页面存档备份，存于）（日語）
- ISLAND TV - 藤原丈一郎 個人簡介（日語）（页面存档备份，存于）